# Pasquale Rocco
Pasquale Domenico Rocco (ur. 11 października 1970 w Paderno Dugnano) – włoski piłkarz, występujący podczas kariery na pozycji pomocnika.

## Kariera klubowa
Karierę piłkarską Pasquale Rocco rozpoczął w Interze Mediolan w 1988 roku. W barwach nerroazurrich zadebiutował 21 sierpnia 1988 w wygranym 2-1 spotkaniu Pucharu Włochu z Parmą. Ostatni raz w barwach czarno-niebieskich wystąpił 22 stycznia 1989 w wygranym 1-0 meczu ligowym z S.S. Lazio. W Interze rozegrał 6 spotkań (1 w lidze, 2 w europejskich pucharach i 3 w Pucharze Włoch). Dzięki występowi w meczu z Lazio Rocco ma na swoim koncie mistrzostwo Włoch.
W latach 1989–1991 Rocco przebywał na wypożyczeniu w Cagliari Calcio, z którym w 1990 awansował do Serie A.
W 1991 przeszedł do drugoligowej Venezii. W latach 1992–1994 występował drugoligowej Pisie. W 1994 przeszedł do występującej w tej samej klasie rozgrywkowej Perugii. W 1996 wywalczył z Perugią awans do Serie A. W grudniu 1996 mając problemy z wywalczeniem miejsca w składzie Perugii zdecydował się na wypożyczenie do drugoligowego Torino FC. Po sezonie powrócił do Perugii, która w międzyczasie spadła do Serie B.
W 1998 po raz drugi z Perugią awansował do Serie A i podobnie jak poprzednio miał problemy z wywalczeniem miejsca w jej składzie. W styczniu 1999 zdecydował się odejść do drugoligowego Cremonese. Ogółem w latach 1989–1998 w Serie A Rocco rozegrał 27 spotkań, w których zdobył bramkę. Po spadku Cremonese do Serie C1 w 1999, Rocco odszedł do drugoligowego Treviso. Sezon 2000-2001 spędził w drugoligowym Pistoiese. W 2001 wyjechał do Szkocji, gdzie przez kilka miesięcy był zawodnikiem Livingston. W styczniu powrócił do Pistoiese, w którym po sezonie zakończył karierę. W 2004 wznowił karierę czwartoligowym Sangiovannese, lecz kilka miesięcy później ostatecznie zakończył piłkarską karierę.
| Sezon     | Klub                  | Kraj    | Rozgrywki               | Mecze | Bramki |
| --------- | --------------------- | ------- | ----------------------- | ----- | ------ |
| 1988/89   | Inter Mediolan        | Włochy  | Serie A                 | 1     | 0      |
| 1989/90   | Cagliari Calcio       | Włochy  | Serie B                 | 29    | 0      |
| 1990/91   | Cagliari Calcio       | Włochy  | Serie A                 | 14    | 1      |
| 1991/92   | Inter Mediolan        | Włochy  | Serie A                 | 0     | 0      |
| 1991/92   | Venezia               | Włochy  | Serie B                 | 22    | 0      |
| 1992/93   | Pisa Calcio           | Włochy  | Serie B                 | 35    | 2      |
| 1993/94   | Pisa Calcio           | Włochy  | Serie B                 | 34    | 9      |
| 1994/95   | Perugia Calcio        | Włochy  | Serie B                 | 35    | 3      |
| 1995/96   | Perugia Calcio        | Włochy  | Serie B                 | 3     | 0      |
| 1996/97   | Perugia Calcio        | Włochy  | Serie A                 | 7     | 0      |
| 1996/97   | Torino FC             | Włochy  | Serie B                 | 21    | 1      |
| 1997/98   | Perugia Calcio        | Włochy  | Serie B                 | 12    | 0      |
| 1998/99   | Perugia Calcio        | Włochy  | Serie A                 | 5     | 0      |
| 1998/99   | US Cremonese          | Włochy  | Serie B                 | 9     | 0      |
| 1999/2000 | US Cremonese          | Włochy  | Serie C1                | 0     | 0      |
| 1999/2000 | Treviso Calcio        | Włochy  | Serie B                 | 16    | 1      |
| 2000/01   | AC Pistoiese          | Włochy  | Serie B                 | 15    | 1      |
| 2001/02   | Livingston F.C.       | Szkocja | Scottish Premier League | 0     | 0      |
| 2001/02   | AC Pistoiese          | Włochy  | Serie C1                | 9     | 0      |
| 2003/04   | AC Sangiovannese 1927 | Włochy  | Serie C2                | 15    | 0      |

## Kariera reprezentacyjna
Pasquale Rocco występował olimpijskiej reprezentacji Włoch. W 1992 pojechał na Igrzyska Olimpijskie, na których Włochy odpadły w ćwierćfinale. Na turnieju w Hiszpanii wystąpił w meczach z Kuwejtem i Hiszpanią.